# Scutiger ningshanensis
Espèce
Statut de conservation UICN

 EN B2ab(iii) : En danger
Scutiger ningshanensis est une espèce d'amphibiens de la famille des Megophryidae.

## Répartition
Cette espèce est endémique de la République populaire de Chine. Elle se rencontre dans les provinces du Shaanxi et du Henan.

## Étymologie
Son nom d'espèce, composé de ningshan et du suffixe latin -ensis, « qui vit dans, qui habite », lui a été donné en référence au lieu de sa découverte, le xian de Ningshan.

## Publication originale
- Fang, 1985 : A new species of Scutiger from Shaanxi, China. Acta Herpetologica Sinica, New Series, vol. 4, no 4, p. 305-307.